# Tokijski Uniwersytet Sztuki
Tokijski Uniwersytet Sztuki (jap. 東京藝術大学 Tōkyō Geijutsu Daigaku; w skrócie: Geidai) – japońska uczelnia sztuk pięknych w Tokio.

## Historia
Uniwersytet został założony w 1949 roku poprzez połączenie Tokijskiej Szkoły Sztuk Pięknych z Tokijską Szkołą Muzyczną, obu założonych w 1887 roku.
Początkowo była to szkoła męska, jednak od 1946 roku uczęszczają do niej również kobiety. W 1963 roku uczelnia utworzyła studia podyplomowe. Początkowo oferta uczelni, oferująca programy magisterskie, została rozszerzona w 1977 roku o studia doktoranckie, co przyczyniło się do podniesienia poziomu edukacji i badań prowadzonych na uczelni. Po utworzeniu Narodowej Korporacji Uniwersytetów, uczelnia stała się znana jako Kokuritsu Daigaku Hōjin Tōkyō Geijutsu Daigaku.
W dniu 1 kwietnia 2008 roku uczelnia zmieniła swoją oficjalną nazwę w języku angielskim z Tokyo National University of Fine Arts and Music na Tokyo University of the Arts.

## Wydziały
- Wydział Sztuk Pięknych,
- Wydział Muzyki[2].

## Absolwenci
Wydział Sztuk Pięknych
- Yoshitoshi Abe – grafik,
- Tsuguharu Foujita – malarz, grafik i rysownik,
- Shigeo Fukuda[3] – grafik, plakacista i rzeźbiarz,
- Eiko Ishioka – kostiumograf,
- Takashi Murakami – malarz,
- Hiroshi Teshigahara – reżyser filmowy, mistrz ikebany,
- Na Hye-sok – malarka, rzeźbiarka, feministka;

Wydział Muzyki
- Hiroyuki Iwaki – dyrygent i perkusista,
- Ryūichi Sakamoto – kompozytor,
- Masaaki Suzuki – organista, klawesynista i dyrygent,
- Akira Yamaoka – kompozytor,
- Norio Ōga – przedsiębiorca, były dyrektor generalny Sony Corporation,
- Rin' – grupa muzyczna wykonująca j-pop.

## Pracownicy
- Takeshi Kitano – reżyser,
- Takashi Shimizu – reżyser